# Мањи крсташки походи у XIV веку
Мањи крсташки походи у XIV веку су почели још 1299 Арвадском крсташким походом, а завршили 1390. године неуспешном опсадом Туниса.
Мањи крсташки походи у XIV веку су:
- Арвадском крсташким поход (1299—1303)
- Крсташки поход против Србије (1316—1320)
- Измирски крташки походи (1343—1351)
- Крсташки поход против Млетачке републике (1356—1358)
- Александријски крташки поход (1365)
- Савојски крсташки поход (1366—1367)
- Крсташки поход против Бугарске (1365—1371)
- Норички крсташки поход (1382—1383)
- Опсада Туниса (1390)

## Арвадски крсташки поход

### Рат Илканата против Мемлука
Године 1299. велики мајстор Темплара Жак де Моле је почео крсташки рат против Мемлука. Циљ тог похода био је освајање тврђава Тортозе у Светој земљи, али обећана помоћ од монголског Илканата није стигла. После неког времена Монголи су напали Сирију, али су неколико пута поражени, због тога што су им Мемлуци пресекли сваку везу са базом.

### Рат Карсташа против Мамлука и пораз
После пропасти тог плана 1300. године је 16 крсташких бродова су под командом јерусалимског краља Хенрија II и његовог брата Алмерика напали Сирију и Египат, али су поражени па су се Мемлуци искрцали на Кипру. Последња нада Крсташа било је Монголско појачање, али оно није стигло. То се поновило и 1301. и 1302. године, али у септембру 1302. године Мемлуци су почели освајања и већ у зиму освојили су град Арвад.

### Кипарски грађански рат и крај рата
Хенри се због тога са Жаком и Алмериком повукао на Кипар. Жак се спремао за напад, али 1303. године спречио га је сукоб око браће око власти над Кипром. Он је подржавао Алмерика, а то подржавање довело је до Алмерикове победе 1306. године, када је Хенри морао да напусти острво. Упрзо потом Жак је покушао да спроведе нови крсташки рат, а подржавао га је папа Климент V.

## Крсташки поход против Србије
После српске анексије Срема, који је припадао Угарској, а угарски краљ Карло Роберт је објавио рат српском краљу Стефану Урошу II Милутину. У савез против Србије, поред Угарске са Далмацијом и Хрватском, ушло је и Напуљско краљевство. Овај крсташки рат подржавао је папа Јован XXII.

### Хрватски напад
После тога Хрватска је напала Србију. Њима су се супротставили браћа Бранивојевићи, владари Стона. До 10. априла 1318. године Младен II Шубић, бан Хрватске и Далмације је освојио Хум. После тога у рат са Младеном ушао је и сам Милутин. У овом рату српска победа је била потпуна, а Младена су 1319. године спасли Дубровчани, који су посредовали за мир. Младен је чак морао дати свог рођеног брата омишког кнеза Гргура за таоца.

### Напуљски напад
Пред крај 1318. године против Милутина је устао капетан-маршал Албаније, војвода Тарента, напуљски принц и титуларни латински цар у егзилу Филип II Тарентски. Њему су се придружили албански племићи под вођством браће Мусакија. Папа Јован XXII је бодрио Филипа, па је 1319. године наговорио још неке албанске племиће Павла Матаранга, Виљема Аријанта, Владислава Гоному и браћу Блиниште, али то није помогло па је Филип био приморан да склопи мир.

### Угарски напад
Године 1319. Карло Роберт је, освојивши Срем, напао Милутина у Мачви и околини Београда. После освајања Срема војска се поделила у две групе. Једна је лако освојила Београд и спалила га, али није могла да освоји Космај, а друга је продрла у Србију до Колубаре, али није успела да освоји Рудник.

### Крај рата
Карло је тражио од папе да позове Католике на борбу против Србије. Звао је у помоћ бохемијског краља Јована Слепог, пољског краља Владислава I Пјаста и краљеве немачке Лудвига IV Баварског и Фридриха I Хабзбурга, али нико од њих се није одазвао, па је 1320. године склопљен општи мир.

## Измирски крсташки походи

### Почетак рата
Византијски цар Андроник III Палеолог је звао папу Јована у помоћ против Турака, а Јован му је послао флоту у којој је било само 4 галије. Папа Бенедикт XII је поводом тога 1340. године позвао Млечане да сузбију Турке. Млечанима су се придружили Хоспиталци и бискуп Енрике де Асти. Енрике је проповедао о крсташком рату па су му се придружили: краљ Кипра Хуго IV од Кипра и гроф Вијена Умберто II де Вијен. 2. новембра 1342. године све је било спремно да се крене у крсташки поход, али он је почео тек 30. септембра следеће године.

### Први поход
Године 1343. Византија је тражила помоћ од Млечана да би се изборила против Турака Селџука и ајдинског емира Умира и Јована Кантакузина. Велика селџучка флота чамаца је избила на ушће Вардара и опсела Солун. Папа је да би разбио опсаду Солуна послао млетачку, хоспиталску и кипарску флоту, која је у бици код Халкидика уништила селџучку. Том победом Хришћани су одсекли остатак Селџука од главног дела војске. Српски краљ Стефан Душан се у то време налазио близу Зихне, па је у помоћ Хришћанима послао свог војводу Прељуба, који је са собом повео коњанике у тешким оклопима. Код Стефанијане, 3 000 Селџука су се повукли на један брежуљак пун грмља и ту су се сакрили. Кад су српски коњаници сишли са коња и почели да се пењу са великом муком уз брежуљак, Селџуци су јурнули низ брежуљак отели Србима коње и отишли у Тракију да помогну Кантакузину. Крсташи су 28. октобра 1344. године напали Смирну и освојили луку и градску тврђаву, али не акропољ. Турци су угрожавали те крсташке поседе.

### Други поход
У новембру 1345. године Крсташи су под вођством Умерта II де Вијена. У фебруару 1346. године Крсташи освајају град Митилену и утврдио га, али рат се окренуо против Млечана. Крсташима се на крају придружила и Република Ђенова. Крсташи су ту помоћ платили предавањем Митилене Ђенови.

### Мир
Године 1346. папа је почео преговоре о миру да би прекинуо Селџучку опсаду Смирне. Папа је стално сало финансијску и војну помоћ граду. Преговори су се успешно завршили у септембру 1351. године склапањем мира.

## Крсташки поход против Млетачке републике

### Млетачко-угарски рат се претвара у поход против Млетачке републике
Пошто млетачки преговори за мир са Угарском нису успели, па су у марту 1356. Угари су кренули у офанзиву и освојили Клис и Сплит. Онда се угарска војска скупила у Загребу и кренула ка Венецији. Придружоли су им се горички гроф Албрехт III, аквилејски патријарх Никола Луксембуршки и аустријски војвода Албрехт II Аустријски. Тако се тај поход претворио у крсташки рат.

### Стање у Млецима
Крсташи су опсели Тревизо. Уплашени далматински млетачки поглавари почели су да признају угарску врховну власт. Усред тога Ђовани Долфин, млетачки гувернер војске се тешко разболео, а после смрти дужда Ђованија Граденигоа 13. августа 1356. године за дужда је изабран сам Ђовани Долфин, због својих дипломатских способности и зато што је био одличан војсковођа.

### Млетачки пораз и Задарски мир
Ђовани Долфин је покушао да миром спаси Тревизо, али није успео, па је почео да скупља војску. Успео је скупи једва око 500 људи, али је 25. августа освојио острво Сан Секондо. У лето 1357. године Угари су освојили Сплит и Шибеник, а онда је после угарског освајања Задра из 17. децембра, у фебруару 1358. године дошло је до тешког млетачког пораза код Нервеза. У цркви Светог Фрање Асишког у Задру после неколико дана преговора 18. фебруара дошло је до мира чиме се Ђовани одрекако свих својих области од Кварнера до Драча. Дубровник је тиме постао угарски вазал.

## Александријски крстшки поход

### Почетак рата
Папа Урбан V је 1362. године сазвао крсташки поход против Мемлука у Александрији. За вођу крсташког похода изабран је Пјер I од Кипра. За превоз Крсташа ангажовани су 165 бродова Млечана и Ђеновљана. Пјеру су се у рату против муслимана придружили Хоспиталци. 9. октобра 1365. године Крсташи су се искрцали у Александрију.

### Битка код Александрије
После искрцавања Крсташи су почели покољ и пљачку. Многи браниоци су у паници напустили град. После ове победе Александрија је престала да буде трговачки центар, а њено место је заузо град Фамагусту. 12. септембра Крсташи су напустили град. Ова победа изазвала је запрепашћење цалог хришћањског света.

## Савојски крсташки поход и крсташки поход против Бугарске

### Почетак рата и Савојски крсташки поход
Византијски цар Јован V Палеолог је 1363. године позвао у помоћ Душановог сина и наследника Уроша, стога му је упутио у Сер царевој мајци, а Душановој удовици Јелени васељенског патријарха Калиста, али Калист је умро брзо после тога. Јелена је то пренела Урошу, а Урош, угарском краљу Лајошу. Лајош је ово пренео папи Урбану V. Папа се сложио и доиста 1365. послао у рат Амедеја VI Савојског, али Крсташи су више нападали Бугаре него Турке. У овом рату Турцима је само одузето Галипоље и околина Цариграда. Ти поседи су предати Византији. Ове победе су биле једине Крсташке победе над Турцима у целом XIV веку. Рат се завршио годину дана после почетка 1367. године. Јован је чак да би добио помоћ запада у октобру 1369. године примио католицизам, али помоћ није стигла.

### Крсташки поход против Бугарке
Године 1365. године Крсташи су освојили Видин и заробили цара Јована Страцимира. Јован је послат у заробљеништву у замак у Босиљеву. Око 1370. године Бугари су у савезу са влашким војводом Владиславом преотели Угарима Видин. Тада је страцимир враћен у Бугарску да би сузбијао свог оца бугарског цара Јована Александра. Године 1371. Страцимир осваја Софију. Рат са тако завршио.

## Норички крсташки поход

### Повод за рат
Од 1379 — 1382. Филип II Смели је водио рат против Енглеза у Белгији. У октобру у Бургињону је скупио 10.000 обучених пашадинаца са самострелима. Прешли су реку Лису и освојили град Комен. у следећој борби код Розенбеке 27. новембра 1382. године, француски краљ Шарл VI је улетео у борбу прса у прса и однео победу. Победа код Розенбеке није ништа значила. Због финансијске кризе морао је да подигне порезе што је изазвало побуне у Паризу, Руану и Ремсу… Још неколико Фландријских градова су опљачкани, а остали су се предали.

### Ток рата
Наорички крсташки рат била је експедиција која је почела 21. децембра 1382. године и коју је предводио бискуп Хенри од Норича. Циљ овог похода био је помоћ граду Генту у борби против моћног присталице авињонског антипапе Климента VII, Луја II Фландријског. Хенрија је подржавао папа Урбан VI. Експедиција је била добро финансирана, али недисциплинована и имала је лошег вођу. Након мале победе Крсташи су у септембру 1383. године потпуно поражени на опсади Ипра што је натерало Хенрија да се повуче. После повратка у Енглеску изгубио је положај у парламенту, а сву његову имовину присвојио је енглески краљ Ричард II Плантагенет.

## Опсада Туниса
Опсада Туниса се водила од 20. јула до 20. септембра 1390. године. Већ 1383. године Каталонци су у савезу са Ђеновшком, Пизанском републиком и Сицилијанским краљевством заузели острво Дјербу, што је 1388. године покренуло побуну у Тунису, након чега је калиф Ифрикије, Ахмед II, престао да тргује са хришћанима. Хришћанима је ишло на руку ти што су Арапи били заражени кугом, али ипак су Хафсиди били моћнији, али царство је било у опадању. На крају француско-ђеновљаншка флота помагана од Енглеза под вођством Луја II Бурбонског пљачкала је Тунис и 20. јула опсела град. Арапи су крваво бранили град и на крају су морли да плате хришћанима да се повуку, али већ 1392. године Каталонци су изгубили Дјербу.